# Herrarnas K-2 500 meter i kanotsport vid olympiska sommarspelen 1988
Herrarnas K-2 500 meter vid olympiska sommarspelen 1992 hölls i Seoul. 

## Medaljörer
| Gren          | Guld                                    | Silver                                   | Brons                               |
| K-2 500 meter | Nya Zeeland Ian Ferguson Paul MacDonald | Sovjetunionen Igor Nagaev Viktor Denisov | Ungern Attila Ábrahám Ferenc Csipes |

## Resultat

### Heat
| Heat 1 |                                                |         |    |
| 1.     | Igor Nagaev och Viktor Denisov (URS)           | 1:33.20 | QS |
| 2.     | Kay Bluhm och André Wohllebe (GDR)             | 1:33.66 | QS |
| 3.     | Mikko Kolehmainen och Olli Kolehmainen (FIN)   | 1:35.50 | QS |
| 4.     | Juan Manuel Sánchez och Fernando Fuentes (ESP) | 1:36.17 | QR |
| 5.     | Bernard Brégeon och Olivier Lasak (FRA)        | 1:38.05 | QR |
| 6.     | Alwyn Morris och Hugh Fisher (CAN)             | 1:38.05 | QR |
| 7.     | Xue Bing och Ma Fuliang (CHN)                  | 1:41.10 | QR |
| 8.     | Alan Carey och Patrick Holmes (IRL)            | 1:42.11 | QR |
| Heat 2 |                                                |         |    |
| 1.     | Attila Ábrahám och Ferenc Csipes (HUN)         | 1:32.83 | QS |
| 2.     | Daniel Stoian och Angelin Velea (ROU)          | 1:34.09 | QS |
| 3.     | Beniamino Bonomi och Daniele Scarpa (ITA)      | 1:35.00 | QS |
| 4.     | Pavel Havelka och Jan Boháč (TCH)              | 1:38.72 | QR |
| 5.     | Byeon Sang-Su och Yun Gi-Su (KOR)              | 1:41.80 | QR |
| 6.     | Melagne Lath och Kouame N'Douba (CIV)          | 1:47.88 | QR |
| Heat 3 |                                                |         |    |
| 1.     | Ian Ferguson och Paul MacDonald (NZL)          | 1:32.32 | QS |
| 2.     | Reiner Scholl och Thomas Pfrang (FRG)          | 1:33.29 | QS |
| 3.     | Terry Kent och Terry White (USA)               | 1:34.69 | QS |
| 4.     | Maciej Freimut och Wojciech Kurpiewski (POL)   | 1:34.72 | QR |
| 5.     | Peter Foster och Kelvin Graham (AUS)           | 1:34.73 | QR |
| 6.     | Ivan Lawler och Grayson Bourne (GBR)           | 1:40.06 | QR |
| 7.     | Gustavo Cirillo och José Luis Marello (ARG)    | 1:52.42 | QR |
| -      | Per-Inge Bengtsson och Kalle Sundqvist (SWE)   | DISQ    |    |

### Återkval
| Återkval 1 |                                                |         |    |
| 1.         | Juan Manuel Sánchez och Fernando Fuentes (ESP) | 1:40.09 | QS |
| 2.         | Alan Carey och Patrick Holmes (IRL)            | 1:41.12 | QS |
| 3.         | Maciej Freimut och Wojciech Kurpiewski (POL)   | 1:41.99 | QS |
| 4.         | Alwyn Morris och Hugh Fisher (CAN)             | 1:43.03 |    |
| 5.         | Byeon Sang-Su och Yun Gi-Su (KOR)              | 1:43.03 |    |
| 6.         | Gustavo Cirillo och José Luis Marello (ARG)    | 1:46.98 |    |
| Återkval 2 |                                                |         |    |
| 1.         | Peter Foster och Kelvin Graham (AUS)           | 1:37.28 | QS |
| 2.         | Bernard Brégeon och Olivier Lasak (FRA)        | 1:38.71 | QS |
| 3.         | Ivan Lawler och Grayson Bourne (GBR)           | 1:39.72 | QS |
| 4.         | Pavel Havelka och Jan Boháč (TCH)              | 1:40.76 |    |
| 5.         | Xue Bing och Ma Fuliang (CHN)                  | 1:43.17 |    |
| 6.         | Melagne Lath och Kouame N'Douba (CIV)          | 1:55.65 |    |

### Semifinaler
| Semifinal 1 |                                                |         |    |
| 1.          | Reiner Scholl och Thomas Pfrang (FRG)          | 1:32.73 | QF |
| 2.          | Igor Nagaev och Viktor Denisov (URS)           | 1:34.46 | QF |
| 3.          | Beniamino Bonomi och Daniele Scarpa (ITA)      | 1:34.50 | QF |
| 4.          | Alwyn Morris och Hugh Fisher (CAN)             | 1:36.00 |    |
| 5.          | Juan Manuel Sánchez och Fernando Fuentes (ESP) | 1:36.22 |    |
| 6.          | Ivan Lawler och Grayson Bourne (GBR)           | 1:37.75 |    |
| Semifinal 2 |                                                |         |    |
| 1.          | Attila Ábrahám och Ferenc Csipes (HUN)         | 1:34.00 | QF |
| 2.          | Kay Bluhm och André Wohllebe (GDR)             | 1:35.67 | QF |
| 3.          | Terry Kent och Terry White (USA)               | 1:36.33 | QF |
| 4.          | Bernard Brégeon och Olivier Lasak (FRA)        | 1:38.31 |    |
| 5.          | Pavel Havelka och Jan Boháč (TCH)              | 1:39.48 |    |
| 6.          | Alan Carey och Patrick Holmes (IRL)            | 1:39.94 |    |
| Semifinal 3 |                                                |         |    |
| 1.          | Ian Ferguson och Paul MacDonald (NZL)          | 1:33.81 | QF |
| 2.          | Daniel Stoian och Angelin Velea (ROU)          | 1:35.04 | QF |
| 3.          | Maciej Freimut och Wojciech Kurpiewski (POL)   | 1:35.33 | QF |
| 4.          | Peter Foster och Kelvin Graham (AUS)           | 1:35.97 |    |
| 5.          | Mikko Kolehmainen och Olli Kolehmainen (FIN)   | 1:37.76 |    |

### Final
| Gold   | Ian Ferguson och Paul MacDonald (NZL)        | 1:33.98 |
| Silver | Igor Nagaev och Viktor Denisov (URS)         | 1:34.15 |
| Bronze | Attila Ábrahám och Ferenc Csipes (HUN)       | 1:34.32 |
| 4.     | Reiner Scholl och Thomas Pfrang (FRG)        | 1:34.40 |
| 5.     | Daniel Stoian och Angelin Velea (ROU)        | 1:35.96 |
| 6.     | Maciej Freimut och Wojciech Kurpiewski (POL) | 1:36.22 |
| 7.     | Kay Bluhm och André Wohllebe (GDR)           | 1:36.49 |
| 8.     | Terry Kent och Terry White (USA)             | 1:36.62 |
| 9.     | Beniamino Bonomi och Daniele Scarpa (ITA)    | 1:37.30 |